# Asplenium novum
Asplenium novum là một loài dương xỉ trong họ Aspleniaceae. Loài này được Sadl. mô tả khoa học đầu tiên năm 1820.
Danh pháp khoa học của loài này chưa được làm sáng tỏ. 